# Aspila puno
Aspila puno là một loài bướm đêm trong họ Noctuidae.